# Ctenus mitchelli
Ctenus mitchelli là một loài nhện trong họ Ctenidae.
Loài này thuộc chi Ctenus. Ctenus mitchelli được Willis J. Gertsch miêu tả năm 1971.